# U.S. Army Artillery Group
Eine U.S. Army Artillery Group, kurz USAAG, ist ein militärischer Artillerie-Verband bei den Streitkräften der Vereinigten Staaten.
Untergeordnet sind die U.S. Army Field Artillery Detachments, kurz USAFAD.
In der Bundesrepublik Deutschland waren unter anderem stationiert die
- 552nd U.S. Army Artillery Group, Hauptquartier Mühlenberg-Kaserne, Sögel[1]
- 557th U.S. Army Artillery Group, Hauptquartier Aartal-Kaserne, Herbornseelbach
- 570th U.S. Army Artillery Group, Hauptquartier in Münster-Handorf